# VL12型电力机车
VL12型电力机车（俄语：ВЛ12），研制期间曾经称为VL10M型电力机车（ВЛ10М），是苏联铁路的干线货运电力机车车型之一，适用于供电制式为3千伏直流电的电气化铁路，由诺沃切尔卡斯克电力机车厂于1973年设计制造。该型机车是在VL10型电力机车基础上开发研制的实验性车型，试验采用他励脉流牵引电动机和再生制动，仅试制二台并未投入批量生产。
1973年12月，在全苏电力机车研究与设计院、莫斯科动力学院、第比利斯电力机车制造厂等单位的协作下，诺沃切尔卡斯克电力机车厂试制了第一台VL12型直流电力机车。VL12型电力机车采用了VL80K、VL80T型电力机车的车体结构，采用带有补偿绕组的НБ-407Б型他励脉流牵引电机，机车采取牵引电机的串—并联换接进行调速，机车起动时逐步减少起动电阻阻值，直到完全切除后，改变串联的电机数，使之相应转入并联支路，实现有级调速。机车牵引工况时，牵引电动机的励磁电流由独立的直流电源供给；当使用电阻制动或再生制动时，牵引电机的励磁绕组由可控硅励磁装置控制。

## 参看
- VL10型电力机车
- VL11型电力机车
- VL80型电力机车
- VL82型电力机车